# Seasick Steve
Steven Gene Wold, cunoscut ca Seasick Steve (născut în 1941) este un muzician american de blues. El cântă la chitară (de obicei la chitare personalizate) având ca subiecte viața sa timpurie în care a avut multe servicii temporare.

## Biografie
Wold s-a  născut în Oakland California. La patru ani părinții săi s-au despărțit. Tatăl său cânta boogie-woogie la pian, iar la cinci sau șase ani Wold a încercat și el sa învețe, dar nu a putut. La opt ani, totuși, a învățat să cânte blues la chitară de la bluesman-ul K. C. Douglas, care lucra în garajul bunicului său.
Wold a plecat de acasă la 13 ani pentru a scăpa de abuzurile tatălui său vitreg. El a trăit pe drumuri în Tennesse, Mississippi și în alte locuri, până în 1973. Călătorea distanțe lungi, urcându-se în trenuri marfare, cautând de munca la ferme sau la slujbe sezoniere, deseori trăind ca un vagabond. Wold a mai lucrat și în cadrul unui carnaval, a lucrat ca cowboy și ca imigrant.
Despre perioada asta, el a spus odată: "Hobos sunt oamenii care se muta din loc în loc căutând de lucru, vagabonzii sunt oamenii care se muta din loc în loc fără să caute de lucru, iar derbedeii sunt oamenii care nu se mută și nu lucrează. Eu am fost toți trei. "
În anii șaizeci a pornit în turnee, cântând cu alți bluesmani și a avut prieteni din lumea muzicii, printre care și Janis Joplin și Joni Mitchell. De atunci el a mai muncit ca muzician de studio și inginer de studio. În ultima parte a anilor optzeci, trăind în Olympia, lângă Seattle, Wold a lucrat cu mulți artiști indie. Kurt Cobain i-a fost prieten. În anii nouăzeci a continuat să lucreze ca inginer de înregistrări și producător. Printre albumele produse de el se număra si albumul de debut Modest Mouse, "This Is a Long Drive for Someone with Nothing to Think About".
La un moment dat, trăind în Paris, Wold și-a câștigat existența cântând în metrouri. După ce s-a mutat în Norvegia, în 2001, Wold și-a lansat primul său album, intitulat "Cheap", înregistrat cu formația Suedeza The Level Devils. Primul său album solo, "Dog House Music", a fost lansat în noiembrie 2006.
Prima apariție televizată a lui Wold în UK a avut loc la o emisiune din ajunul anului 2006, cântând piesa "Dog House Boogie" pe una din chitarele sale personalizate. După această apariție, popularitatea sa a crescut foarte mult în Marea Britanie. În 2007 el a câștigat premiul revistei MOJO pentru cel mai bun debut și a cântat în mai multe festivaluri mari din UK. De fapt, în 2007 a cântat în mai multe festivaluri din UK decât orice alt artist. În 2008 el a fost într-un turneu mondial, avându-l pe scena pe bateristul Dan Magnusson. 
Primul album al lui Wold lansat la o casă mare de discuri (Warner Bros. Records), " I Started Out With Nothin and I Still Got Most of it Left", a fost înregistrat cu Dan Magnusson la baterie, și a fost lansat în septembrie 2008.

## Discografie

### Albume de studio
- Cheap (2004)
- Dog House Music (2006)
- I Started Out with Nothin and I Still Got Most of It Left (2008)
- Man from Another Time (2009)
- You Can’t Teach An Old Dog New Tricks(2011)

1. ↑   https://www.bbc.co.uk/music/articles/53f285d2-7ceb-45db-ac16-c334ca71528a Lipsește sau este vid: |title= (ajutor)
2. ↑  „Seasick Steve”, Gemeinsame Normdatei, accesat în 15 decembrie 2014
3. ↑  CONOR.SI[*] Verificați valoarea |titlelink= (ajutor)
4. ↑  Czech National Authority Database, accesat în 1 martie 2022